# Saint-Martial-le-Vieux
Saint-Martial-le-Vieux – miejscowość i gmina we Francji, w regionie Nowa Akwitania, w departamencie Creuse.
Według danych na rok 1990 gminę zamieszkiwały 103 osoby, a gęstość zaludnienia wynosiła 5 osób/km² (wśród 747 gmin Limousin Saint-Martial-le-Vieux plasuje się na 507. miejscu pod względem liczby ludności, natomiast pod względem powierzchni na miejscu 324.).